# Gyilkos Drónok
A Gyilkos Drónok (eredeti cím: Murder Drones) egy horrorvígjáték, független animációs websorozat, amelyet Liam Vickers készitette, a Glitch Productions produkciójábol.
A pilot epizódot a GLITCH YouTube-csatornán 2021. október 29-én mutatták be. A teljes, 8 epizódból álló évadot 2022. november 18-án kezdték el. A sorozatot a nézők dicsérték animációiért, szinkronizálásáért, zenéjéért, akciójelenetek, világépítés, valamint horror és vígjáték elemeinek keveréke. Ezenkívül a sorozatot Webby-díjra jelölték a legjobb animációs videó kategóriában. 2024. augusztus 2-án bejelentették, hogy a sorozat nyolcadik, egyben utolsó epizódjával zárul 2024. augusztus 23-án.
Magyarországon először 2024. február 12-én mutatta be a GLITCH, majd 2025. május 16-án az Amazon Prime Video-ra is kikerült.

## Cselekmény
A sorozat 3071-ben játszódik, a Copper 9-en, a "JCJenson: AZ ŰŰŰRBEN!" megavállalat tulajdonában lévő exobolygón. leginkább JCJenson-ként emlegetik (Az S.C. Johnson paródiája). A munkás drónok, autonóm robotok, amelyeket az emberek kiszolgálására tervezték, benépesítik a bolygót, és természeti erőforrásokért bányásznak. Végül a bolygó katasztrofális magösszeomlást szenved, amelyet a vállalat alkalmazottai idéztek elő, ezzel elpusztítva minden biológiai életet a bolygón, beleértve az embereket is. Ennek eredményeként a bolygó fagyott pusztasággá válik, és csak a munkás drónok maradtak életben. Egy napon három erőszakos gyilkológép, úgynevezett szétszerelő drónok (más néven "gyilkos drónok") megtámadják a Copper 9-et, hogy kiirtsák a megmaradt munkás drónokat. A munkás drónok állandó félelemben élnek a szétszerelő drónoktól, és három kapuból álló erődbe bújtak, hogy megvédjék magukat.
A sorozat főszereplője Kapu Uzi, egy tinédzser munkás drón, aki arról álmodik, hogy megszökjön a Copper 9-röl. A kalandok során valószínűtlen partnerséget alakít ki két gyilkos drónnal: N, egy hím drónal, aki barátságos és kíváncsi a munkás drónok iránt, és V, egy szadista nőstény drón, aki szándékosan megfoghatatlan N-vel való történetében, miután fellázad ellenük, Uzi és N megöli J-t, és V-t túszul ejtik. A V-vel való „fegyverszünet” után hárman azon dolgoznak, hogy feltárják az igazságot eredetükről és céljukról a bolygó zord környezetében. Útjuk során számos fontos személlyel találkoznak, Doll, egy orosz munkás drón V elleni bosszúvágyal; Tessa, a JC Jenson emberi alkalmazottja; és Cyn, egy drón, akit az Abszolút Képlet nevezetü valóságot megváltoztató entitás gazdatestként szolgál. Uzi és Doll is (a kísérletezett anyjukkal együtt) az Abszolút Képlet gazdatestei.

## Szereplők

### Főszereplők
| Szereplő          | Eredeti hang   | Magyar hang   | Leírás |
| ----------------- | -------------- | ------------- | --- |
| Kapu Uzi          | Elsie Lovelock | Dömötör Naomi | Egy lázadó tinédzser munkás drón, aki véget akar vetni elnyomott életmódjának. A sorozat során Uzi azzal küzd, hogy megszállta az Abszolút Képlet, amellyel megtanulja manipulálni a valóságot. |
| "N" Sorozatjelzés | Michael Kovach | Berkes Bence  | Barátságos és lelkes szétszerelő drón, aki összebarátkozik Uzival, és érzelmi támogatást nyújt neki a birtoklás során.                                                                          |
| "V" Sorozatjelzés | Nola Klop      | Csifó Dorina  | Szadista szétszerelő drón és N csapattársa, aki titokban védelmező érzéseket táplál iránta. |

### Mellékszereplők
| Szereplő              | Eredeti hang                                       | Magyar hang       |
| --------------------- | -------------------------------------------------- | ----------------- |
| "J" Sorozatjelzés     | Shara Kirby                                        | Fábian Nikolett   |
| Kapu Khan             | David J. Dixon                                     | Orbán Gábor       |
| Thad                  | Sean Chiplock                                      | Takáts Máté       |
| Lizzy                 | Katie Hood (1. részben) Caitlin Dizon (2. résztől) | Molnár Kinga      |
| Doll                  | Emma Breezy                                        | Ortan Vivienne    |
| Abszolút Képlet / Cyn | Allanah Fitzgerald                                 | Hack Nikolett     |
| Tessa Elliott         | Steph Crothers                                     | Horváth Nikoletta |
| Kapu Nori             | Darcy Maguire                                      | Nemes Takách Kata |
| Tanár úr              | Liam Vickers                                       | Gargya Márk       |

### További szereplők
| Szereplő                       | Eredeti hang       | Magyar hang       |
| ------------------------------ | ------------------ | ----------------- |
| James Elliott                  | David J.G. Doyle   | Gargya Márk       |
| A JC Tech videójának narrátora | Jason Marnocha     | Gargya Márk       |
| Braidon                        | Michael Kovach     | Horváth Miklós    |
| Riley                          | Liam Vickers       | Horváth Miklós    |
| Trevor                         | Liam Vickers       | Márton Bence      |
| Ron                            | Jasmine Yang       | Márton Bence      |
| Darren                         | David J. Dixon     | Márton Bence      |
| Frank                          | David J. Dixon     | Rozsnyói Márk     |
| Ronathon                       | Sean Chiplock      | Rozsnyói Márk     |
| Markarov                       | Cameron Gavinski   | Rozsnyói Márk     |
| Frumptlebucket gróf            | Jasmine Yang       | Rozsnyói Márk     |
| Todd                           | Jasmine Yang       | Sipka Gábor       |
| Sam                            | Sean Chiplock      | Sipka Gábor       |
| Mitchell / Dr. Chambers        | Sean Chiplock      | Péteri András     |
| Reid                           | David J. Dixon     | Péteri András     |
| Louisa Elliott                 | Cecelia Ramsdale   | Kereki Anna       |
| Dr. Ridley                     | Emma Breezy        | Kereki Anna       |
| Emily                          | Caitlin Dizon      | Hack Nikolett     |
| Amda                           | Lizzie Freeman     | Hack Nikolett     |
| Alice                          | Amber May          | Bérces Gabriella  |
| Penny                          | Elsie Lovelock     | Horváth Nikoletta |
| Kelsey Day                     | Nola Klop          | Horváth Nikoletta |
| Detektív                       | Nola Klop          | Nemes Takách Kata |
| Sarah                          | Nola Klop          | Fodor Katinka     |
| Rebecca                        | Nola Klop          | Fodor Katinka     |
| Katie                          | Steph Crothers     | Fodor Katinka     |
| Tim                            | Edwyn Tiong        | Baráth Áron       |
| Braxton                        | Kevin Lerdwichagul | Baráth Áron       |
| Grant                          | Luke Lerdwichagul  | Kovács Balázs     |

### Magyar változat
- Hangmérnök és vágó: Gargya Márk
- Gyártásvezető és szinkronrendező: Dömötör Naomi

A szinkront a Pink Sunset Studio készítette.

## Epizódok

### 1. évad (2021-2024)
| #  | #  | Eredeti cím      | Magyar cím       | Képes forgatókönyv (Storyboard)                      | Eredeti premier     | Magyar premier      | Magyar premier  |
| #  | #  | Eredeti cím      | Magyar cím       | Képes forgatókönyv (Storyboard)                      | Eredeti premier     | Glitch              | Prime Video     |
| -- | -- | ---------------- | ---------------- | ---------------------------------------------------- | ------------------- | ------------------- | --------------- |
| 1. | 1. | Pilot            | Pilot            | Liam Vickers                                         | 2021. október 29.   | 2024. február 12.   | 2025. május 16. |
| 2. | 2. | Heartbeat        | Szívdobbanás     | Liam Vickers, Matthew Peckham, és Jarrad Rumble      | 2022. november 18.  | 2024. február 12.   | 2025. május 16. |
| 3. | 3. | The Promening    | Bálkirálynő      | Liam Vickers, Robin French, és Cameron Qayoom-Taylor | 2023. február 17.   | 2024. február 12.   | 2025. május 16. |
| 4. | 4. | Cabin Fever      | Kabinláz         | Matthew Peckham és Cameron Qayoom-Taylor             | 2023. április 7.    | 2024. február 12.   | 2025. május 16. |
| 5. | 5. | Home             | Otthon           | Liam Vickers és Neda Lay                             | 2023. június 9.     | 2024. február 12.   | 2025. május 16. |
| 6. | 6. | Dead End         | Zsákutca         | Neda Lay                                             | 2023. augusztus 18. | 2024. február 12.   | 2025. május 16. |
| 7. | 7. | Mass Destruction | Isteni pusztítás | Neda Lay és AD Taeza                                 | 2024. március 29.   | 2024. március 30.   | 2025. május 16. |
| 8. | 8. | Absolute End     | Abszolút vég     | Neda Lay, AD Taeza, Robin French és Liam Vickers     | 2024. augusztus 23. | 2024. szeptember 9. | 2025. május 16. |